# 恩派爾 (明尼蘇達州)
恩派爾（英語：Empire）是一個位於美國明尼蘇達州達科他縣的城市。

## 歷史
恩派爾鎮區於1858年設立，得名自紐約州的其中一個暱稱「帝國之州」。
恩派爾鎮區於2023年2月14日投票通過建城，其城市地位於2月28日生效。市政府希望盡早確立城市的邊界，以免萊克維爾、法明頓、羅斯芒特等鄰近城市的急速發展影響城市發展。

## 人口
根據2020年美國人口普查的數據，恩派爾的面積為87.40平方千米，當中陸地面積為87.40平方千米，而水域面積為0.00平方千米。當地共有人口3177人，而人口密度為每平方千米36人。